# 알릭스 밴스
알릭스 밴스(Alyx Vance)는 하프라이프 2에 등장하는 주인공 중 한 명으로, 일라이 밴스의 딸이기도 하다. 같은 등장인물인 아이작 클라이너, 바니 칼훈과 지인이다. 일라이 밴스가 블랙 메사 연구소에서 근무하던 당시 어머니와 함께 연구소의 기숙사에서 생활했었다.

## 게임 내 상세
블랙 메사 사고로 어머니를 잃고 아버지 일라이 밴스와 함께 외계종족 젠의 습격을 피해 살았던 그녀는 그로부터 20년이 지난 이후 고든 프리맨과 만난다. 게임 내에서 가장 가까운 동료로 활동하고, 그녀의 애완 로봇인 견 또한 적잖은 도움을 주며 함께 반군으로서 싸운다.
위기에 처한 고든을 구해주고 지하 연구실에서 텔레포트를 통해 먼저 블랙 메사 동부로 이동한다. 고든이 따로 블랙 메사 동부까지 간 뒤 다시 볼 수 있으며 그 당시의 언행으로 볼 때, 주디스 모스맨에게 반감을 품고 있는듯 하다.
하프라이프 2의 최종적인 싸움 끝에 일어난 거대한 폭발로 죽을 위기에 처해 있었다. 그때 나타난 G맨은 고든 프리맨과 일릭스 밴스를 다시 느린 차원에 가둔 뒤, 두 사람의 차후 신변을 잠시 보류해두려다가, 보르티곤트들의 방해로 인해 고든 프리맨과 알릭스 밴스에 대한 행동 결정권을 빼앗기게 된다.
그 후 하프라이프 2: 에피소드 2에 재등장한 G맨의 말을 들어보면, 블랙메사 사고 당시 그녀를 간접적으로 구해주는 등 그녀에 대해 여러 가지 기대와 관심을 쏟고 있는 것으로 보이는다.
끝으로 그녀는 G맨이 말한 '예측하지 못한 결과에 대비하라'라는 말을 일라이에게 전했지만, 그 의미를 모른 채 일라이의 죽음을 눈 앞에서 맞게 된다.